# Ryan Brathwaite
Ryan Brathwaite (Bridgetown, 6 juni 1988) is een Barbadiaans atleet, die gespecialiseerd is in de 110 m horden.

## Loopbaan
Bij de Wereldkampioenschappen van 2007 in Osaka en bij de Olympische Spelen in 2008 bereikte Brathwaite de halve finale, maar kwam toen niet verder.
Zijn internationale doorbraak had Brathwaite in 2009 bij de WK in Berlijn. In de halve finale liep hij met 13,18 s een nationaal record. In de finale werd hij vervolgens in een tijd van 13,14 de nieuwe wereldkampioen. Hij versloeg de twee Amerikanen Terrence Trammell en David Payne, die welgeteld een honderdste seconde langzamer waren. Tegelijkertijd was Brathwaite de eerste atleet in de geschiedenis, die bij een wereldkampioenschap atletiek een medaille voor Barbados won.
In 2011 kon Brathwaite zijn titel niet prolongeren: hij werd in de series uitgeschakeld. Bij de Olympische Spelen van Londen in 2012 bereikte hij wel weer de finale, waarin hij vijfde werd. 
In 2013 werd Brathwaite bij de WK van Moskou uitgeschakeld in de halve finale, waar hij van degenen die finishten als laatste eindigde in 13,64 s.

## Titels
- Wereldkampioen 110 m horden - 2009

## Persoonlijke records
Outdoor
| Onderdeel              | Prestatie           | Datum            | Plaats         |
| ---------------------- | ------------------- | ---------------- | -------------- |
| 110 m horden (91,4 cm) | 13,34 s             | 13 juli 2005     | Marrakesh      |
| 110 m horden (99,0 cm) | 13,42 s             | 9 april 2007     | Providenciales |
| 110 m horden           | 13,14 s (nat. rec.) | 20 augustus 2009 | Berlijn        |

Indoor
| Onderdeel   | Prestatie          | Datum           | Plaats   |
| ----------- | ------------------ | --------------- | -------- |
| 60 m horden | 7,61 s (nat. rec.) | 29 januari 2010 | New York |

## Palmares

### 110 m horden
Kampioenschappen
- 2005:  WJK - 13,44 s
- 2009:  WK - 13,14 s
- 2009:  Wereldatletiekfinale - 13,16 s
- 2011: 18e in series WK - 13,57 s
- 2012: 5e OS - 13,40 s
- 2013: 12e in ½ fin. WK - 13,64 s

Golden League-podiumplekken
- 2009:  Weltklasse Zürich – 13,27 s
- 2009:  Memorial Van Damme – 13,30 s

Diamond League-podiumplekken
- 2010:  Golden Gala – 13,34 s
- 2013:  Adidas Grand Prix – 13,19 s
- 2013:  Sainsbury’s Grand Prix – 13,13 s[2]

1983 Greg Foster ·
1987 Greg Foster ·
1991 Greg Foster ·
1993 Colin Jackson ·
1995 Allen Johnson ·
1997 Allen Johnson ·
1999 Colin Jackson ·
2001 Allen Johnson ·
2003 Allen Johnson ·
2005 Ladji Doucouré ·
2007 Liu Xiang ·
2009 Ryan Brathwaite ·
2011 Jason Richardson ·
2013 David Oliver ·
2015 Sergej Sjoebenkov ·
2017 Omar McLeod ·
2019 Grant Holloway ·
2022 Grant Holloway ·
2023 Grant Holloway